# Liska Zsuzsa
Liska Zsuzsa (Budapest, 1943. május 7. –) magyar színésznő. Férje Szirtes Tamás Kossuth-díjas színházi rendező, a Madách Színház igazgatója.

## Életpályája
A Színház- és Filmművészeti Főiskolát 1967-ben végezte el. 1967-től 1969-ig a Szegedi Nemzeti Színház, 1969-től 1971-ig a szolnoki Szigligeti Színház, 1971-ben a debreceni Csokonai Színház szerződtette. A közönség a Radnóti Színpad versműsoraiban is láthatta. Főként karakterszerepeket formál meg. Férje Szirtes Tamás színházi rendező, akivel 1970-ben kötött házasságot. Két gyermekük született: Krisztina (1972) és András (1973).

## Főbb szerepei
- Lulu (André–Fényes Szabolcs–Szenes Iván: Lulu)
- Izidóra (Katona József: Bánk bán)
- Ledér (Vörösmarty Mihály: Csongor és Tünde)
- Bözsike (Németh László: Erzsébet nap)

## Filmjei

### Játékfilmek
- Patyolat akció (1965)
- Utószezon (1966)
- Az orvos halála (1966)
- Az első esztendő (1966)
- Bolondos vakáció (1968)
- Hazai pálya (1969)
- Az alkimista és a szűz (1999)

### Tévéfilmek
- Kristóf, a magánzó (1965)
- A két Bolyai (1978)
- Fekete rózsa (1980)
- A tenger 1-6. (1982)